# Duca di Moctezuma de Tultengo

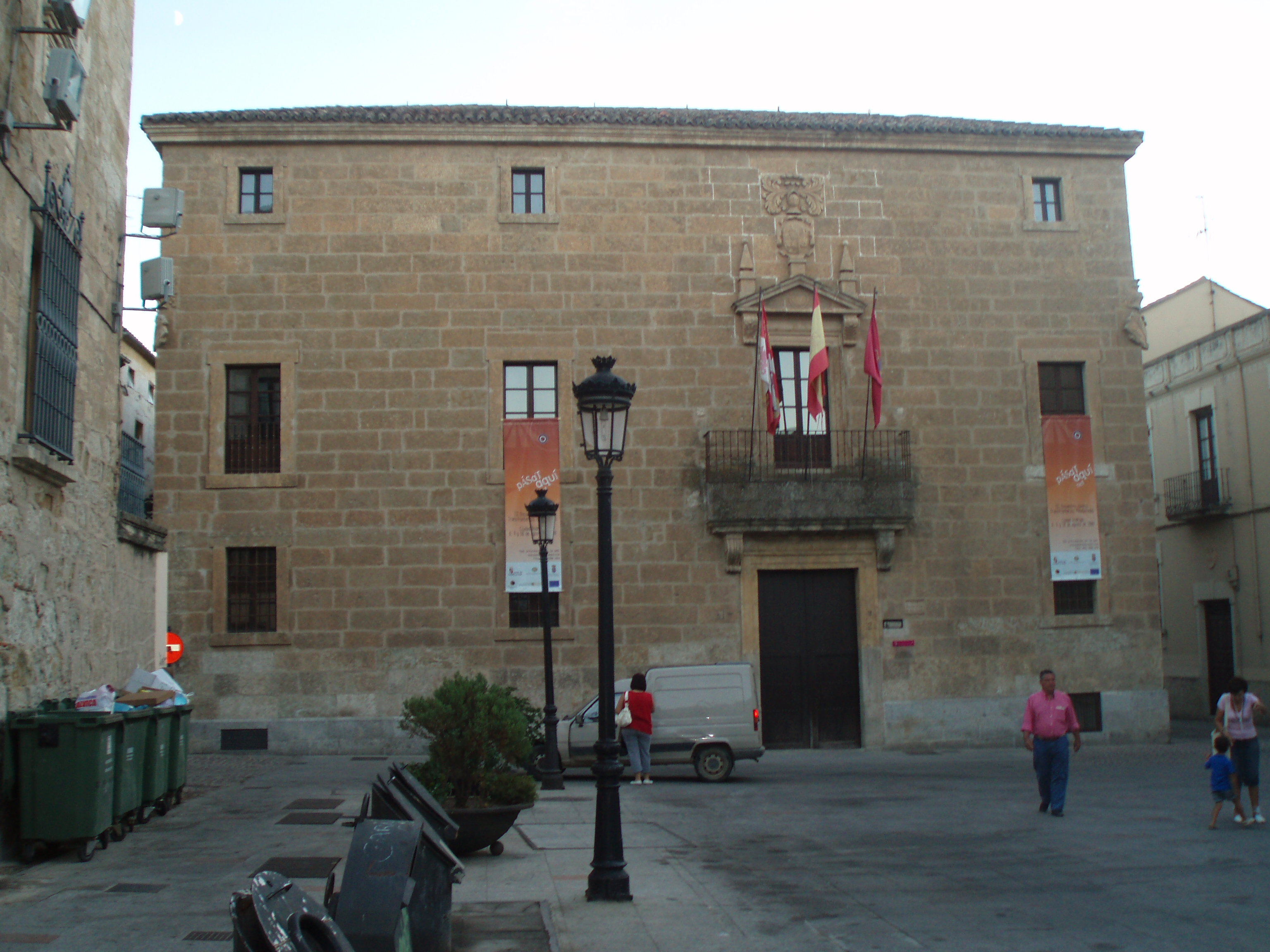
Il Palazzo Moctezuma, Ciudad Rodrigo, uno dei molti luoghi eretti dai discendenti di Moctezuma II.

Il Duca di Moctezuma de Tultengo (in spagnolo: Duque de Moctezuma de Tultengo) è un titolo ereditario nella nobiltà spagnola posseduto da una linea di discendenti dell'Imperatore Moctezuma II, il nono Tlatoani, o sovrano, di Tenochtitlán. Dal 1766 il titolo è connesso a una Grandeza de España, o ad un luogo nei pari di Spagna — il più alto onore accordato alla nobiltà spagnola. (Confronta anche nobiltà messicana)

## Storia
Il titolo fu concesso ad Antonio María Marcilla de Teruel-Moctezuma y Navarro, XIV Conte di Moctezuma de Tultengo e IX Marchese di Tenebrón l'11 ottobre 1865 da Isabella II di Spagna come Duca di Moctezuma (senza la qualifica di 'de Tultengo') per  elevare il suo status da Conte a Duca.
L'originale titolo di Conte di Moctezuma, da cui discende, fu dato da Filippo IV di Spagna nel 1627 a Pedro Tesifón Moctezuma de la Cueva, I Visconte di Ilucán, Signore di Tula e Peza, un Cavaliere di Santiago e bisnipote di Moctezuma II attraverso suo figlio Pedro de Moctezuma Tlacahuepan. Carlo II di Spagna concesse poi al secondo detentore di questo titolo la qualifica di de Tultengo, in riferimento ad una città dello stato messicano di Hidalgo che faceva parte del patrimonio del figlio di Moctezuma, Pedro. Tutti i successivi detentori dal 1635 al 1865 utilizzarono il titolo, "Conte di Moctezuma de Tultengo" fino a quando l'avanzamento al rango di duca rimosse de Tultengo.
L'attuale detentore del titolo è Juan José Marcilla de Teruel-Moctezuma y Jiménez, V Duca di Moctezuma de Tultengo, XV Marchese di Tenebrón e Visconte di Ilucán, che assunse il titolo nel 1992 ed a cui è stato nuovamente concesso la qualifica di de Tultengo (come fu per il secondo Conte di Moctezuma nel 1639) da Juan Carlos I di Spagna.

## Detentori

### Conti di Moctezuma e Conti di Moctezuma de Tultengo
|                                                            | Titolare                                                        | Periodo                        |
| Creato da Filippo IV di Spagna                             | Creato da Filippo IV di Spagna                                  | Creato da Filippo IV di Spagna |
| Conti di Moctezuma                                         | Conti di Moctezuma                                              | Conti di Moctezuma             |
| ---------------------------------------------------------- | --------------------------------------------------------------- | ------------------------------ |
| I                                                          | Pedro Tesifón de Moctezuma y de la Cueva                        | 1627–1639                      |
| Conti di Moctezuma de Tultengo                             |                                                                 |                                |
| Designato da Carlo II di Spagna                            |                                                                 |                                |
| II                                                         | Diego Luis de Moctezuma y Porres                                | 1639–1680                      |
| III                                                        | Jerónima María de Moctezuma y Jofré de Loaysa                   | 1680–1692                      |
| IV                                                         | Fausta Dominga Sarmiento de Vallardares y Moctezuma             | 1692–1697                      |
| V                                                          | Melchora Juana Sarmiento de Valladares y Moctezuma              | 1697–1717                      |
| VI                                                         | María Teresa Nieto de Silva y Moctezuma                         | 1717 o 1735-sconosciuta        |
| VII                                                        | Jerónimo María de Oca Nieto de Silva Cisneros y Moctezuma       |                                |
| VIII                                                       | Joaquín Ginés de Oca Moctezuma y Mendoza                        | sconosciuta-1795               |
| IX                                                         | Clara de Oca Moctezuma y Mendoza                                | 1795–1799                      |
| X                                                          | José Antonio Marcilla de Teruel y Oca Moztezuma                 | 1799-sconosciuta               |
| XI                                                         | Mariana Josefa Marcilla de Teruel Moctezuma y García de Alcaraz |                                |
| XII                                                        | Alonso Marcilla de Teruel Moctezuma y Calatayud                 | sconosciuta-1836               |
| XIII                                                       | Pedro Nolasco Marcilla de Teruel y Oca Moctezuma                | 1836–1849                      |
| XIV                                                        | Antonio María Marcilla de Teruel-Moctezuma y Navarro            | 1849–1865                      |
| Ultimo Conte di Moctezuma de Tultengo, I Duca di Moctezuma |                                                                 |                                |

### Duchi di Moctezuma e Duchi di Moctezuma de Tultengo
|                                      | Titolare                                                   | Periodo                         |
| Duchi di Moctezuma                   | Duchi di Moctezuma                                         | Duchi di Moctezuma              |
| Creato da Isabella II di Spagna      | Creato da Isabella II di Spagna                            | Creato da Isabella II di Spagna |
| ------------------------------------ | ---------------------------------------------------------- | ------------------------------- |
| I                                    | Antonio María Marcilla de Teruel-Moctezuma y Navarro       | 1865–1890                       |
| II                                   | Luis María Moctezuma-Marcilla de Teruel y Liñán            | 1890–1929                       |
| III                                  | Luis María Moctezuma-Marcilla de Teruel y Gómez de Arteche | 1929–1936                       |
| IV                                   | Fernando Moctezuma-Marcilla de Teruel y Gómez de Arteche   | 1940–1985                       |
| Duchi di Moctezuma de Tultengo       |                                                            |                                 |
| Designato da Juan Carlos I di Spagna |                                                            |                                 |
| V                                    | José Juan Marcilla de Teruel-Moctezuma y Jiménez           | 1992-2012                       |
| VI                                   | José Juan Marcilla de Teruel-Moctezuma y Valcárcel         | 2014-titolare del titolo        |